# 陰謀 ナチスに挑んだ男
『陰謀 ナチスに挑んだ男』（いんぼう ナチスにいどんだおとこ、原題：The Nightmare Years）は1989年に製作されたナチス・ドイツをテーマにしたテレビドラマ。

## 概要
ナチス研究の第一級史料である「第三帝国の興亡」の作者で、アメリカ人ジャーナリストのウィリアム・シャイラー（William L. Shirer）の著作「ベルリン日記」を映像化したドラマ。当時、アメリカCBSラジオの記者でベルリンに赴任していたシャイラーが、自らの経験を元に第二次世界大戦直前から戦争序盤までのナチス政権の裏側を描く。ヒトラーやゲッベルスなど、登場人物の大半が実在のナチス高官。
イギリスのコンソリーデーテッド・エンタープライズ製作でアメリカのTNT、フランスTF1、オーストラリアSeven Network、イタリアRAIの5ヶ国共同製作。綿密な時代考証と豊富な記録映像が盛り込まれている。
日本では1992年にNHKで4回に分けて放映された。

## あらすじ
1934年のベルリン。CBSラジオの敏腕記者ウィリアム・シャイラーは、発足間もないナチス政権の取材のため赴任してきた。しかしゲッベルス率いる宣伝省の情報統制と報道管制の前に、思うような取材活動は出来なかった。持ち前の行動力で徐々にナチス政権の欺瞞性と凶悪性に気付いていくシャイラーは、ナチスの強大化に危機感を強め、その報道姿勢は反ナチス的になって行くと共に、アメリカの駐在武官に情報提供を行うようになる。遂にゲシュタポもシャイラーを危険人物と見なすようになり、家族にまで危険が及ぶ。1940年にコンピエーニュの森で行われた対仏休戦協定の現場からスクープを飛ばすなどギリギリまでジャーナリストとして活動するが、遂に家族と共に国外脱出を決意する。

## 主なキャスト
ウィリアム・シャイラー
演 - サム・ウォーターストン（磯部勉）
主人公。アメリカCBSラジオ記者。
テス・シャイラー
演 - マルト・ケラー（山口果林）
主人公の妻。
ゲッベルス
演 - カートウッド・スミス（伊藤孝雄）
ナチス・ドイツ宣伝大臣。情報操作と報道管制を巡ってシャイラーと対立する。

## スタッフ
- 原作 - ウィリアム・シャイラー作「ベルリン日記」
- 製作 - グレアム・フォード
- 監督 - アンソニー・ペイジ
- 原案 - クリスチャン・ウィリアムズ、ボブ・ウッドワード、イアン・カーテイス
- 音楽 - ウラジミール・コスマ
- 撮影 - アーネスト・ヴィンツ